# Riemanns serieteorem
Riemanns serieteorem eller Riemanns omordningssats, namngiven efter 1800-tals matematikern Bernhard Riemann, säger att om en oändlig serie är betingat konvergent så kan dess termer omordnas i en permutation så att serien konvergerar till ett godtyckligt värde, eller divergerar.

## Definitioner
En serie {\displaystyle \sum _{n=1}^{\infty }a_{n}} konvergerar om det existerar ett värde {\displaystyle \ell } så att följden av delsummor  
{\displaystyle \left\{S_{1},\ S_{2},\ S_{3},\dots \right\},\quad S_{n}=\sum _{k=1}^{n}a_{k},}
konvergerar mot {\displaystyle \ell }. D.v.s för ett ε > 0, finns ett tal N så att om n ≥ N gäller 
{\displaystyle \left\vert S_{n}-\ell \right\vert \leq \ \varepsilon .}
En serie konvergerar betingat om serien {\displaystyle \sum _{n=1}^{\infty }a_{n}} konvergerar men serien {\displaystyle \sum _{n=1}^{\infty }\left\vert a_{n}\right\vert } divergerar.
En permutation är en bijektion från mängden av naturliga tal till sig själv. D.v.s att om σ är en permutation , så gäller för ett godtyckligt positivt tal b att det existerar exakt ett positivt tal a så att σ(a) = b. Speciellt om x ≠ y, då σ(x) ≠ σ(y).

## Formulering av teorem
Antag att {a₁, a₂, a₃, …} är en följd av reella tal, och att {\displaystyle \sum _{n=1}^{\infty }a_{n}} är betingat konvergent. Låt M vara ett reellt tal. Då existerar en permutation σ(n) av följden så att 
{\displaystyle \sum _{n=1}^{\infty }a_{\sigma (n)}=M.}
Det existerar också en permutation σ(n) så att 
{\displaystyle \sum _{n=1}^{\infty }a_{\sigma (n)}=\infty .}
Summan kan också omordnas så att den divergerar till -∞ eller till och med misslyckats att närma sig något tal, ändligt eller oändligt.

## Exempel

### Ändring av summa
Den alternerande harmoniska serien är ett klassiskt exempel på betingad konvergens:
{\displaystyle \sum _{n=1}^{\infty }{\frac {(-1)^{n+1}}{n}}}
är konvergent, medan :
{\displaystyle \sum _{n=1}^{\infty }{\bigg |}{\frac {(-1)^{n+1}}{n}}{\bigg |}}
är den vanligta harmoniska serien, som divergerar. Fast man vanligtvis säger man att den alternerande harmoniska serien konvergerar mot ln(2), så kan dess termer omordnas så att den konvergerar mot ett godtycklgt tal (eller divergerar).Till exempel: Börja med serien i vanligt ordning,
{\displaystyle 1-{\frac {1}{2}}+{\frac {1}{3}}-{\frac {1}{4}}+\cdots }
omordna termerna:
{\displaystyle 1-{\frac {1}{2}}-{\frac {1}{4}}+{\frac {1}{3}}-{\frac {1}{6}}-{\frac {1}{8}}+{\frac {1}{5}}-{\frac {1}{10}}+\cdots }
mönstret är: De första termerna är 1 och -1/2, vars summa är 1/2. Nästa term är -1/4. Sen kommer 1/3 och -1/6, vars summa är 1/6. Nästa är -1/8. Sedan 1/5 och -1/10, vars summa är 1/10. Allmänt så kan summan skrivas i grupp om tre:
{\displaystyle {\frac {1}{2k-1}}-{\frac {1}{2(2k-1)}}-{\frac {1}{4k}},\quad k=1,2,\dots .}
Detta är en omordning så att: varje udda tal förekommer en gång positivt och udda en gång negativt (hälften som multipel av 4, de andra som 2 gånger de udda talen).  Ty
{\displaystyle {\frac {1}{2k-1}}-{\frac {1}{2(2k-1)}}={\frac {1}{2(2k-1)}},}
vi kan skriva det som:
{\displaystyle {\frac {1}{2}}-{\frac {1}{4}}+{\frac {1}{6}}-{\frac {1}{8}}+{\frac {1}{10}}+\cdots +{\frac {1}{2(2k-1)}}-{\frac {1}{2(2k)}}+\cdots }
{\displaystyle ={\frac {1}{2}}\left(1-{\frac {1}{2}}+{\frac {1}{3}}+\cdots \right)={\frac {1}{2}}\ln(2)}
som är hälften av vår ursprungliga summa.

### Omordning till godtycklig summa
Ett sätt att generalisera tillvägagångssättet i exemplet ovan är att använda sig av
{\displaystyle 1+{1 \over 2}+{1 \over 3}+\cdots +{1 \over n}=\gamma +\ln n+O(1/n),}
där γ är Euler-Mascheronis konstant, och O(1/n) är restermen som beror på n, här närmar sig denna oändligheten då n går mot 0. Det följer att summan av q jämna termer satisfierar 
{\displaystyle {1 \over 2}+{1 \over 4}+{1 \over 6}+\cdots +{1 \over 2q}={1 \over 2}\,\gamma +{1 \over 2}\ln q+o(1)}
om man tar skillnaden ser man att summan av p udda termer satisfierar 
{\displaystyle {1}+{1 \over 3}+{1 \over 5}+\cdots +{1 \over 2p-1}={1 \over 2}\,\gamma +{1 \over 2}\ln p+\ln 2+o(1)}
Antag att två positiva tal a och b är givna, och att en omordning av den alternerande serien fås av att, i ordning, ta a positiva termer, följt av b negativa termer, repeterat till oändlighet. (Den alternerande serien korresponderar själv till a = b = 1, det tidigare exemplet : a = 1, b = 2):  
{\displaystyle {1}+{1 \over 3}+\cdots +{1 \over 2a-1}-{1 \over 2}-{1 \over 4}-\cdots -{1 \over 2b}+{1 \over 2a+1}+\cdots +{1 \over 4a-1}-{1 \over 2b+2}-\cdots }
Då är partialsumman av ordning (a+b)n denna innehåller  p = a·n positiva udda termer och q = b·n negativa jämna termer, alltså
{\displaystyle S_{(a+b)n}={1 \over 2}\ln p+\ln 2-{1 \over 2}\ln q+o(1)={1 \over 2}\ln(a/b)+\ln 2+o(1).}
Det följer att summan blir:
{\displaystyle {1 \over 2}\ln(a/b)+\ln 2=\ln {\bigl (}2{\sqrt {a/b}}{\bigr )}.}
Antag nu mer allmänt att en omordning av en alternerande serie är omordnad så att kvoten pn/qn mellan numren av positiva och negativa termer i partialsumman av ordning n går mot ett gränsvärde r. Då blir summan av omordningen:
{\displaystyle \ln {\bigl (}2{\sqrt {r}}{\bigr )},}
och detta förklrar att ett reellt tal x kan fås som en summa av en omordnad alternerade harmonisk serie: det räcker att skapa omformationen för vilken gränsen r är lika med e2x/4.